# Tubularia acadiae
Tubularia acadiae är en nässeldjursart som beskrevs av Petersen 1990. Tubularia acadiae ingår i släktet Tubularia och familjen Tubulariidae. Inga underarter finns listade i Catalogue of Life.